# Gotthard Fürstenberg

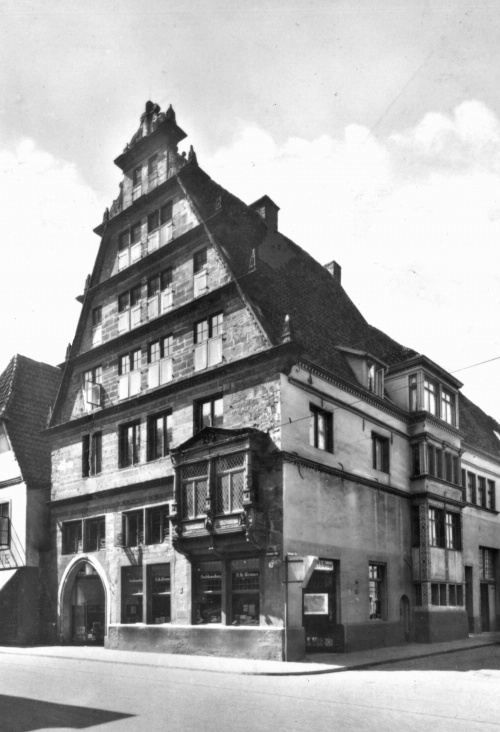
Das 1611 erbaute und 1945 zerstörte Fürstenbergsche Haus in Osnabrück, Johannisstraße 70

Gotthard Fürstenberg (* um 1547 in Werne; † September 1617 in Osnabrück) war ein Rat und Kanzler des Bischofs von Osnabrück.

## Leben
Der aus dem weitverzweigten westfälischen Geschlecht von Fürstenberg stammende Sohn eines ehemaligen Cappenberger Konventualen wurde um 1547 geboren. Der Vater Gotthard d.A. erreichte 1563 mittels kaiserlicher Legitimation die Anerkennung der Ebenbürtigkeit seiner sechs Kinder aus der Ehe mit einer ehemaligen Leibeigenen des Klosters, sodass dem Sohn Gotthard nach dem Studium der Jurisprudenz an der Universität Köln 1570 und der Erlangung der Doktorwürde einer Karriere als Jurist in den gerade sich erst etablierenden territorialstaatlichen Verwaltungen nichts im Wege stand.
1580 wurde Fürstenberg von der Vormundschaftsregierung des Hochstifts Münster zum Beisitzer am
geistlichen Hofgericht ernannt. Im September 1586 berief ihn Bischof Bernhard von Waldeck
als Rat und Kanzler in das Hochstift Osnabrück und setzte ihn an die Spitze von Verwaltung und Rechtsprechung des Landes. Die Einrichtung des Generalkommissionsgerichts im Jahre 1587, die bis 1802 bestehende oberste weltliche Gerichtsinstanz im Fürstentum Osnabrück, war im Wesentlichen sein Werk. 
Nach dem Tode Bernhards von Waldeck 1591 behielt er unter dem Nachfolger Philipp Sigismund von Braunschweig-Wolfenbüttel nicht nur seine Ämter, sondern erwarb sich auch das Vertrauen seines Landesherrn als persönlicher politischer Berater. Zahlreiche politische Missionen führte er so geschickt, dass auch der Bruder Philipp Sigismunds, Herzog Heinrich Julius von Braunschweig-Wolfenbüttel sich seiner als Gesandter bediente. Eine weitere Stärke Fürstenbergs lag in seiner Fähigkeit zum innenpolitischen Ausgleich zwischen dem Osnabrücker Domkapitel und dem protestantischen – daher reichsrechtlich nicht anerkannten – Landesherrn. Große Verdienste erwarb er sich um die Reform des Gerichtswesens im Hochstift Osnabrück. Die von ihm um 1600 verfasste Landgerichtsordnung, die erstmals allen Einwohnern des Landes einen einheitlichen Rechtsweg ermöglichte, sowie die von ihm bearbeiteten Kanzleiordnungen blieben grundlegend für die Rechtsprechung und Verwaltung im Hochstift Osnabrück bis zur Säkularisation.

## Schriften
- Dienstliches Tagebuch des Kanzlers Gotthard von Fürstenberg 1607–1609, Digitalisat im NLA Osnabrück